# Tom Bateman
Thomas Jonathan „Tom” Bateman (ur. 15 marca 1989 w Oksfordzie) – brytyjski aktor. Wystąpił jako Julian Medyceusz w serialu Starz Demony da Vinci (Da Vinci Demons, 2013–2015).

## Filmografia

### Filmy
- 2017: Morderstwo w Orient Expressie jako Bouc
- 2017: Babskie wakacje (Snatched) jako James
- 2019: Przykładny obywatel (Cold Pursuit) jako Trevor „Viking” Calcote

### Seriale TV
- 2013–2015: Demony da Vinci (Da Vinci Demons) jako Julian Medyceusz
- 2018: Targowisko próżności (Vanity Fair) jako Rawdon Crawley
- 2018: Into the Dark jako Wilkes